# アイドリング!!!の金8
『アイドリング!!!の金8』（アイドリングのきんぱち）は、ニッポン放送で2011年10月7日から12月30日まで放送されていた、バラエティ番組。

## 番組概要
ニッポン放送は、同メディア資本グループであるフジテレビの番組にて結成された、アイドリング!!!をCMキャラクターに起用した、ネスカフェ缶コーヒーブランドである「ネスカフェ 香味焙煎」の「癒しムービーコンテスト」のメディアミックス戦略として、テレビとWeb配信動画と並列したラジオ番組である。
番組構成は、アイドリング!!!メンバーが当該コンテストで自己アピールを行ない、商品コンセプトである“癒しのひととき”に合致したメンバーへの投票結果の中間発表を行う。また、コンテストグランプリ受賞メンバーが、番組放送回の残り3回分のパーソナリティに就任し、ラジオ番組を担当する。

## 放送時間
- 金曜 20:00 - 20:30 - 2011年10月7日 - 12月30日

### 放送時間の変更
2011年
- 10月14日：『ニッポン放送ショウアップナイター 東京ヤクルトスワローズ×阪神タイガース』実況中継が編成されたため、放送休止。
- 11月4日：『ショウアップナイター スペシャル　2011 クライマックスシリーズ・セ ファイナルステージ　第3戦 中日ドラゴンズ×東京ヤクルトスワローズ』実況中継が編成されたため、放送休止。
- 12月16日：2011年12月聴取率調査週間編成として『松本ひでお 情報発見 ココだけ 〜私の昭和ヒット!ココだけリクエスト・アワー!〜』の時間尺拡大されたため、放送休止。

## 出演者

### 放送終了時点

#### パーソナリティ
- 横山ルリカ - 2011年12月9 - 30日

### 過去
全員アイドリング!!!メンバー
- 遠藤舞、谷澤恵里香、朝日奈央、橋本楓、野元愛 - 2011年10月7日
- 外岡えりか、森田涼花、尾島知佳 - 2011年10月21日
- フォンチー、長野せりな、橘ゆりか - 2011年10月28日
- 横山ルリカ、河村唯、酒井瞳、三宅ひとみ - 2011年11月11日
- 谷澤恵里香、朝日奈央、大川藍、倉田瑠夏、野元愛 - 2011年11月18日
- 遠藤舞、菊地亜美、橋本楓、伊藤祐奈 - 2011年11月25日
- 酒井瞳、後藤郁、尾島知佳 - 2011年12月2日

#### ナレーション
アイドリング!!!メンバーへの「自己PRタイム」指令役
- 飯田浩司（ニッポン放送アナウンサー） - 2011年10月7日 - 12月2日

## コーナー
- メール紹介（第1回-第10回）
- アイドリング!!!の歴史を振りかえリング!!!（第1回）：グループの紹介
- 自己PRタイム（第2回-第7回）：出演メンバーが天の声の様々な指令に応えながら自己PRをする。
- 横山ルリカを語る上で欠かせない音楽の時間（第8回、金8スペシャル）：横山ルリカが今気に入っている音楽を紹介する
- お題でフリートーキング!!!（第8回、第9回）：箱の中から紙を1枚とって、そこに書かれているお題についでフリートークし、トークのできをスタッフが判定する。
- 横山ルリカのお悩み相談室（第9回）
- キャスタールーリーの今年1年振りかえりング!!!（第10回）
- ルーリー先生ののお悩み相談室（金8スペシャル）
- ルリカの一問一答（金8スペシャル）
- ルリカの部屋（金8スペシャル）：ゲストコーナー

## ネット局
| 放送対象地域 | 放送局       | 放送日時           | 備考   |
| ------------ | ------------ | ------------------ | ------ |
| 関東広域圏   | ニッポン放送 | 金曜 20:00 - 20:30 | 制作局 |
| 福島県       | ラジオ福島   | 金曜 20:00 - 20:30 |        |
| 栃木県       | 栃木放送     | 金曜 20:00 - 20:30 |        |
| 中京広域圏   | 東海ラジオ   | 金曜 20:00 - 20:30 |        |
| 和歌山県     | 和歌山放送   | 金曜 20:00 - 20:30 |        |
| 香川県       | 西日本放送   | 金曜 20:00 - 20:30 |        |

## 特別番組
- 横山ルリカの金8スペシャル

2011年12月30日（22:00 - 24:00）に前述の番組編成休止と聴取率調査週間編成の補填として、『オールナイトニッポンGOLD』の放送枠にて編成。
ゲスト：遠藤舞、河村唯